# STS-3
STS-3, voluit Space Transportation System-3, was de derde space shuttlevlucht en was de derde missie voor de Columbia. Het was de eerste vlucht met een ongeverfde externe tank, en de enige Spaceshuttle landing op White Sands Space Harbor in Las Cruces, New Mexico.

## Bemanning
- Jack Lousma (2), commandant
- C. Gordon Fullerton (1), piloot

### Reservebemanning
- Reservecommandant: Thomas K. Mattingly
- Reservepiloot: Henry W. Hartsfield Jr.

## Hoogtepunten van de missie
De Columbia werd op 22 maart 1982 om 11:00 gelanceerd. De lancering had een uur vertraging opgelopen omdat er problemen waren met de brandstoftoevoer. Deze missie moest de Small Self-Contained Payload program installeren.
De missie kwam succesvol ten einde om 9:04:46 a.m. MST (plaatselijke tijd) nadat de Columbia veilig landde op White Sands Space Harbor na een reisafstand van 5.367.008 km en na 8 dagen, 0 uren, 4 minuten en 46 seconden te hebben afgelegd. Het zou tot 2019 duren voor er weer een ruimtevaartuig in White Sands zou landen (zie Boe-OFT).

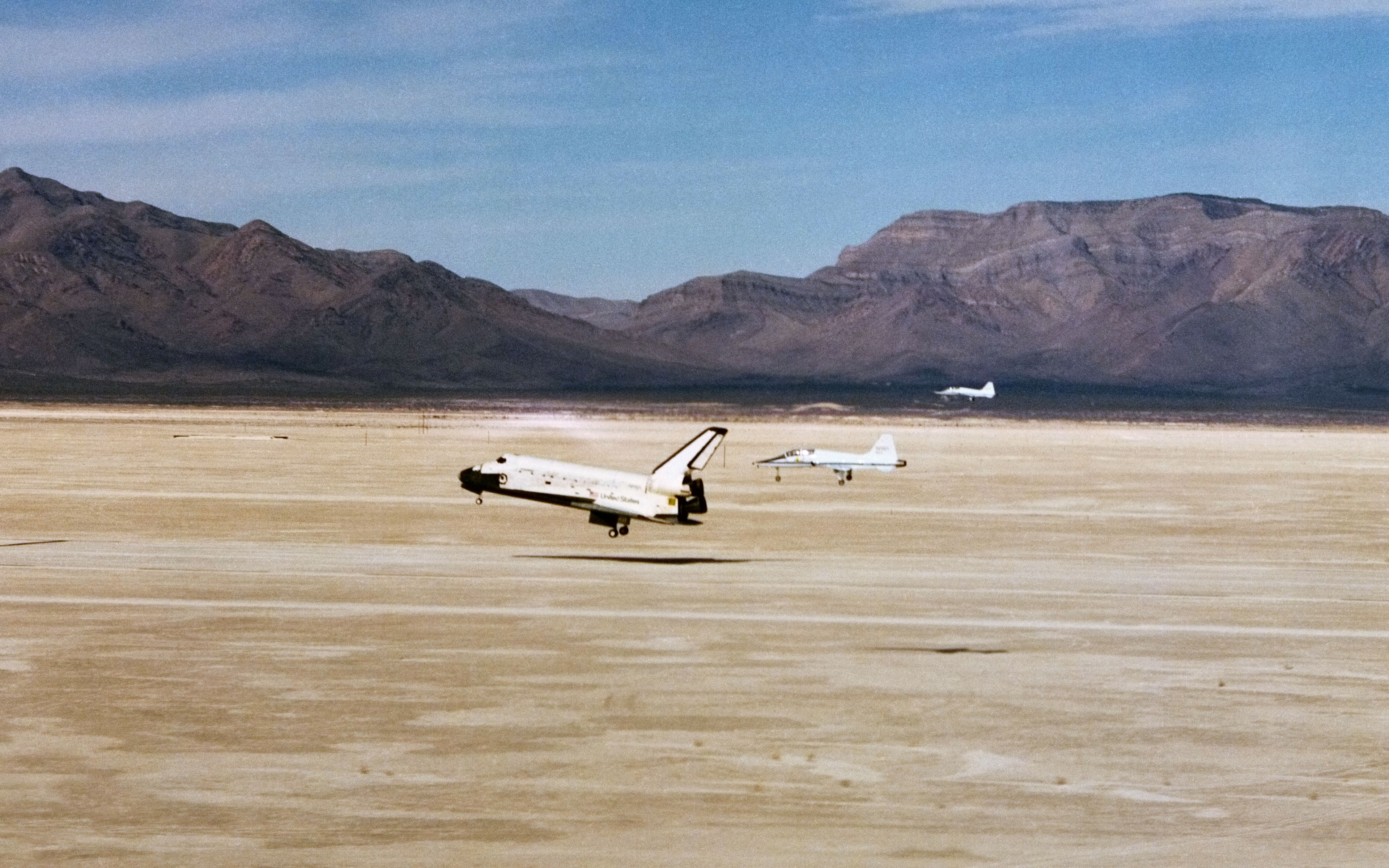
STS-3 land op White Sands Space Harbor met T-38 vliegtuigen op de achtergrond